# روبن أوسبورن
روبن أوسبورن (بالإنجليزية: Robin Osborne)‏ هو عالم آثار كلاسيكية بريطاني، ولد في 11 مارس 1957.

## وصلات خارجية
- الموقع الرسمي